# Świątynia Concordii
Świątynia Concordii lub Świątynia Zgody – grecka świątynia zbudowana ok. 430 p.n.e.. Położona w Dolinie Świątyń w Agrigento, w starożytnym regionie Wielkiej Grecji. Jest jedną z najlepiej zachowanych świątyń greckich, dzięki przekształceniu jej w VI wieku w świątynię chrześcijańską. Nie ma pewności jakiemu bóstwu świątynia była poświęcona, nazwę Świątynia Zgody nadano po remoncie w 1748 roku.

## Architektura
Świątynia zbudowana w porządku doryckim. Wymiary to 39,42 na 16,92 metra. Otoczona zachowanymi kolumnami - 13 na dłuższym boku i 6 na krótszym.